# Passiflora yucatanensis
Passiflora yucatanensis is een passiebloem die is vernoemd naar het schiereiland Yucatán in Mexico, maar die endemisch is op Cozumel, een eiland dat 20 km uit de kust van Yucatán ligt.
De plant kan glad of enigszins behaard zijn. De stengels zijn hoekig en in de lengte gegroefd. De bladstelen zijn tot 2 cm lang. De bladeren lijken op die van Passiflora biflora. Ze zijn twee- of drielobbig met een klein middenlobje, gaafrandig en 2,3–5 × 4,8–8 cm groot. Langs de middennerf zitten nectarklieren. De tot 4 cm lange bloemstelen staan in paren in de bladoksels. De bloemen zijn circa 3 centimeter breed en wit gekleurd met een korte gele en rode corona. De kelkbladeren zijn tot 2,5 × 0,8 cm groot. De kroonbladeren zijn tot 2 × 0,7 cm groot. De corona bestaat uit twee rijen. De buitenste rij is 0,7–1 cm lang, rood of paarsachtig rood in de onderste helft en helder geel in de bovenste helft. De binnenste rij is 0,3–0,5 cm lang en paarsachtig rood. De androgynofoor is tot 1,6 cm lang. De vruchten zijn ovaal en paars.
Passiflora yucatanensis kan in Europa in de zomer buiten worden gezet. De plant bloeit meestal op afhangende scheuten en kan in hangmanden worden gekweekt. In de winter kan de plant in de vensterbank worden gezet of in de gematigde kas worden gehouden. De plant kan niet tegen temperaturen beneden de 10 °C.
... · 
P. alata · 
P. aurantia · 
P. biflora · 
P. caerulea (Blauwe passiebloem) · 
P. citrina · 
P. coccinea · 
P. coriacea · 
P. edmundoi · 
P. edulis · 
P. edulis forma edulis · 
P. edulis forma flavicarpa · 
P. foetida · 
P. gibertii · 
P. herbertiana · 
P. incarnata · 
P. jorullensis · 
P. kermesina · 
P. laurifolia · 
P. ligularis · 
P. lindeniana · 
P. loefgrenii · 
P. lutea · 
P. morifolia · 
P. murucuja · 
P. organensis · 
P. picturata · 
P. punctata · 
P. quadrangularis · 
P. racemosa · 
P. rubra · 
P. serratifolia · 
P. suberosa · 
P. subpeltata · 
P. tarminiana · 
P. tulae · 
P. vitifolia · 
P. xishuangbannaensis · 
P. yucatanensis · 
...